# Lista dos condes de Périgord

Brasão de armas dos condes de Périgord

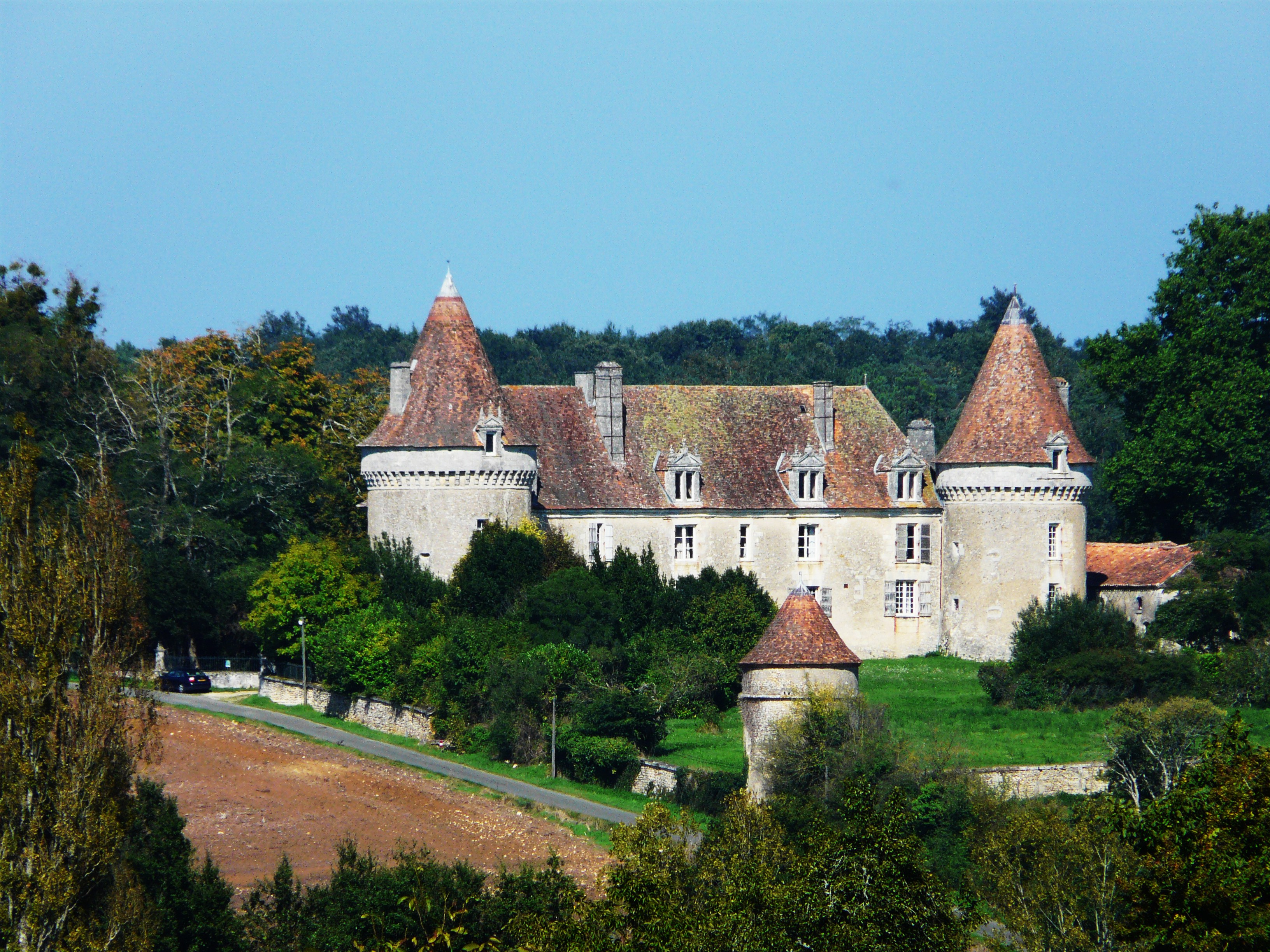
Château de Beauvais construído pela família do Faure de La Roderie a partir de 1533. O castelo localiza-se em Lussas-et-Nontronneau em Dordogne, no Périgord vert, a 6 km de Nontron.

## Casa dosGuilhérmidas
- 845-866: Émenon (+866), igualmente conde de Angoulême e anteriormente conde de Poitiers.

## Casa de Taillefer
- 866-886: Vulgrino I (+886), igualmente conde de Angoulême e de Agen, tutor dos filhos de Émenon.
- 886-920: Guilherme I (+920), também conde de Angoulême seu filho.
- 920-924: Bernardo I de Angoulême (+924), também conde de Angoulême, filho de Guilherme I.
- 924-962: Arnaldo I de Angoulême (+962), também conde de Angoulême, filho de Bernardo I
- 962-962: Guilherme II de Périgord (+962), irmão de Arnaldo I
- 962-975: Raul I de Périgord (+975), irmão de Guilherme II
- 975-975: Ricardo I de Périgord (+975), irmão de Raul I

## Casa de Charroux(futura)Casa de Talleyrand
- 975-97?: Bosão I, o Velho (+v.991), conde de Périgord e de la Marche, filho de Guilherme I.
- 97?-979: Hélio I (v.919-v.979), conde de Périgord filho do anterior.
- 979-995: Adalberto I (v.924-v.995), irmão do anterior, conde de Périgord, igualmente conde de la Haute-Marche.
- 995-1010: Bosão II (+1010), irmão do anterior, conde de Périgord, igualmente conde de la Basse-Marche em 1006, date da morte de seu irmão.
- 1010-1031: Hélio II (v.996-1031), conde de Périgord, filho do anterior.
- 1031-1072: Adalberto II Cadoirac (v.1020-1072), filho do anterior.
- 1072-1104: Hélio III (v.1055-1104), conde de Périgord, filho do anterior.
- 1104-1115: Guilherme III de Périgord (v.1080-1115), filho do anterior
- 1115-1155: Hélio IV Rudel (v.1083-1155), conde de Périgord, irmão de Guilherme III.
- 1155-1166: Bosão III (v.1106-1166), conde de Périgord, irmão de Hélio III.
- 1166-1205: Hélio V (v.1136-1205), conde de Périgord, filho do anterior.
- 1205-1212: Arquibaldo I (+1212), conde de Périgord, filho do anterior
- 1212-1239: Arquibaldo II (v.1164-1243), conde de Périgord, abdicou, irmão de Arquibaldo I.
- 1239-1251: Hélio VI (+1251), conde de Périgord, filho do anterior.
- 1251-1295: Arquibaldo III (v.1237-1295), conde de Périgord, filho do anterior.
- 1295-1311: Hélio VII (v.1261-1311), conde de Périgord, filho do anterior.
- 1311-1336: Arquibaldo IV (+1336), conde de Périgord, filho do anterior.
- 1336-1368: Rogério-Bernardo (v.1299-1368), conde de Périgord, irmão do anterior.
- 1361-1398: Arquibaldo V, o Velho (v.1339-1399), conde de Périgord, filho do anterior, destituído em 1395.
- 1398-1399: Arquibaldo VI, o Jovem (+1430), conde de Périgord, destituído em 1399, filho do anterior

Em 1398/1399, o rei tirou as possessões dos últimos condes, e o Périgord foi novamente subserviente a partir de 1400 com a classificação de pariato ao duque Carlos I de Orleães.

## Casa de Orléans
- 1400-1407: Luís I de Orleães (1372-1407)
- 1407-1437: Carlos I de Orleães (1391-1465), seu filho. vende o Condado de Périgord a João de Châtillon.

## Casa de Châtillon
- 1437-1452: João I de Châtillon (+1452), também conde de Penthièvre e visconde de Limoges
- 1452-1453: Guilherme IV de Châtillon (1400-1453), também visconde de Limoges, seu irmão
- 1453-1481: Francisca de Châtillon (+1481), também viscondessa de Limoges, sua filha

Casou-se com Alan de Albret, filho de João I de Albret e Catarina de Rohan (1425-1471). Através deste casamento iniciou-se uma linhagem que culminaria na Casa de Burbon, sendo Alan de Albret então o antepassado de um ramo da Casa de Bourbon.

## Casa de Albret
- 1481-1516: João III de Albret (1469-1516), igualmente rei de Navarra, filho de Francisca de Châtillon

Casou-se com Catarina de Foix, herdeira do Reino de Navarra e dos condados de Foix e Bigorra.
- 1516-1555: Henrique II de Albret (1503-1555), igualmente rei de Navarra, seu filho
- 1555-1572: Joana III de Albret (1528-1572), filha de Margarida de Angoulême e de Henrique II de Albret. Foi também rainha de Navarra

Casou-se com António de Bourbon, Duque de Vendôme, e foram pais de Henrique IV, rei da França.

## Casa de Bourbon
- 1572-1584: Henrique de Bourbon (1553-1610), igualmente rei Henrique III de Navarra, filho de António de Bourbon, duque de Vendôme e Joana III de Albret, Rainha de Navarra. Em 1589 ele se torna o rei Henrique IV da França
- 1584-1604: Catarina de Bourbon (1558-1604), irmã do anterior, foi a última condessa de Périgord

## 
- Este artigo foi inicialmente traduzido, total ou parcialmente, do artigo da Wikipédia em francês cujo título é «Liste des comtes de Périgord».
- Este artigo foi inicialmente traduzido, total ou parcialmente, do artigo da Wikipédia em alemão cujo título é «Liste der Grafen von Périgord».